# Ógörög nyelv

Az ógörög nyelv dialektusai

Az ógörög nyelv (ἡ Ἑλληνικὴ γλῶττα, hé helléniké glótta, újgörög olvasatban í Elinikí glóta) különböző nyelvjárásait az ókori Görögországban i. e. 800 – i. e. 300 között beszélték. Ezek egységesüléséből fejlődött ki időszámításunk előtt a koiné görög, majd belső fejlődés és más nyelvek hatására az újgörög nyelv, amelynek fonetikája erősen különbözik az ógörögétől és a koinétól.
Legközelebbi ismert rokona a kihalt makedón nyelv volt.

## Írás és kiejtés

Az Odüsszeia kezdősorai

### Magánhangzók
|             | Elöl képzett   | Elöl képzett    | Hátul képzett   |
|             | ajakréses      | ajakkerekítéses | ajakkerekítéses |
| ----------- | -------------- | --------------- | --------------- |
| Zárt        | ι /i, iː/      | υ /y, yː/       | ου /uː/         |
| Félig zárt  | ε /e/, ει /eː/ |                 | ο /o/, ου /oː/  |
| Félig nyílt | η /ɛː/         |                 | ω /ɔː/          |
| Nyílt       | α /a, aː/      | α /a, aː/       | α /a, aː/       |

Az ógörög (fenti esetben klasszikus attikai kiejtésű) magánhangzóknál megkülönböztetünk rövid és hosszú magánhangzókat, amelyek közül az ε, ο mindig rövid, az η, ω mindig hosszú. Ezek közül az ο egyezik meg maradéktalanul a magyar o hanggal, az ε (rövid magyar é) zárt, az η (hosszú magyar e), ω nyíltak. Az α, ι, υ betűk lehetnek mind hosszúak, mind rövidek egyaránt; hogy ezek közül melyik milyen időtartamú, azt a breve-makron jelek (˘,¯) jelölik. Az α - időtartamától függően - magyar (hosszú) á-val, vagy annak rövid változatával azonos, az ι a magyar i, í, az υ pedig a magyar ü, ű hangokkal.
Az ógörög magánhangzók képezhetnek kettőshangzót is két magánhangzóval, az ι-val és az υ-nal, amelyek a szóvégi -αι, -οι kivételével mindig hosszú hangmértékűnek számítanak. Ezek az αι, οι, ει, υι, ᾳ, ῃ, ῳ, αυ, ου, ευ, ηυ diftongusok. Ha az első magánhangzó hosszú és a diftongus másik tagja ióta, akkor a kisbetűs írásban alulírt iótát kap, nagybetűsen ugyanúgy egymás mellé írják, mint a többi esetben. Ha nem ezek a hangkapcsolatok állnak fenn, - ellentétben az újgörög kiejtéssel -, két egymás mellett levő magánhangzót külön szótagként ejtünk (pl. az ióta kiejtése i-ó-ta, nem pedig jó-ta).
Az ógörög nyelvben léteznek áldiftongusok is, az ει és az ου, amelyeket kezdetben ugyan diftongusnak ejtettek (/eɪ/ és /ου/), de a klasszikus korban már a magyarral azonos é és ó hanggá váltak, amelyek az ε és ο hangok hosszú változatát jelölték. Az előbbi későbbi korra néhol /i, iː/ fonémává változott (ld. latin átírások, mint pl. Kleitarkhosz > Clitarchus), az utóbbi viszont egyetemlegesen a magyarral azonos u, ú /u, uː/ lett.

### Mássalhangzók
|                  |                  | Ajakhangok | Koronális hangok | Veláris hangok | Glottális hangok |
| ---------------- | ---------------- | ---------- | ---------------- | -------------- | ---------------- |
| Orrhangok        | Orrhangok        | μ /m/      | ν /n/            | γ (/ŋ/)        |                  |
| Zárhangok        | zöngések         | β /b/      | δ /d/            | γ /ɡ/          |                  |
| Zárhangok        | zöngétlenek      | π /p/      | τ /t/            | κ /k/          |                  |
| Zárhangok        | hehezetesek      | φ /pʰ/     | θ /tʰ/           | χ /kʰ/         |                  |
| Réshangok        | Réshangok        |            | σ, ς /s/         |                | ῾ /h/            |
| Pergőhangok      | Pergőhangok      |            | ρ /r/            |                |                  |
| Laterális hangok | Laterális hangok |            | λ /l/            |                |                  |

#### Példa
| (1) Eredeti szöveg:             | Ὦ  | Σώκρατες    | δοκεῖς  | νεανιεύεσθαι       | ἐν   | τοῖς  | λόγοις  | ὡς      | ἀληθῶς      | δημηγόρος      | ὤν.   |
| (2) Magyaros átírás:            | Ó  | Szókratesz  | dokeisz | neanieueszthai     | en   | toisz | logoisz | hósz    | aléthósz    | démégorosz     | ón.   |
| (3) IPA (rekonstruált kiejtés): | ɔ̂ː | sɔ́ːk.rat.es | do.kêːs | neaː.ni.éu̯.es.tʰai | en   | tôi̯s  | ló.goi̯s | hɔːs    | a.lεː.tʰɔ̂ːs | dεː.mεː.gó.ros | ɔ́ːn.  |
| (4)                             | Ó  | Szókratész  | tűnsz   | megfiatalodni      | -ban | a     | szavak  | ahogyan | igazán      | szónok         | való. |

Fordítás: Ó Szókratész, úgy tűnik, mintha megfiatalodnál a szavakban (fiatalosan, merészen beszélnél), mint ahogyan egy igazi szónokhoz illő.
Platón, Gorgiasz, 482c

### Diakritikus jelek
Eredetileg a görög írás nem használt semmilyen diakritikus jelet. Hosszú magánhangzók közül csak kettőt ismernek, az ómegát és az étát, amelynek külön írásjele van (a két o összetételéből ligatúrásodott ω), hasonlóképpen a nyelvben előforduló zöngés–zöngétlen–sziszegő–felpattanó hangzópárokat (p/b, t/z/sz stb.) is önálló betűkkel írták le. A hangsúlyok jelölése akkor vált fontossá a görögség számára, amikor irodalmuk elterjedt az ismert világban, mivel így könnyebb volt az írás élő nyelvi ejtését megtanulni és alkalmazni.
Ezeknek a jeleknek négy típusa van: a hehezet (latinul: spiritus), a hangsúlyjel (accentus), a magánhangzó alá írt ióta (iota subscriptum) és a tréma. A hangmértéket jelölő breve (˘) és makron (¯) később jött a szótáraknál használatba, amikor az α, ι, υ betűknek a hangmértékét kellett jelölni (a többi magánhangzónak csak egy hangmértéke van, vagy rövid, vagy hosszú).

#### Hehezet
|                               |        |
| Erős                          | Gyenge |
|                               |        |
| Kombináció a hangsúlyjelekkel |        |

A hehezet diakritikus jelként azoknál a szavaknál használatos, amelyek magánhangzóval kezdődnek. Hehezet egy szóban kétféleképpen fordulhat elő: vagy a magánhangzóval kezdődő szó elején, vagy hehezetes mássalhangzókkal (χ /kʰ/, θ /tʰ/, φ /pʰ/). A h+magánhangzóval kezdődő szavakban a /h/ hangot az attikai ógörög nagybetűs írás sokáig nem is jelölte, csak a kisbetűs írásrendszer kialakulása után jelölték egy diakritikus jellel. Az attikait megelőző nyugati, archaikus görög viszont igen, a Η héta föníciai eredetű betűvel, amelyet később a latin az eredeti hangmértékével mindmáig megtartott, de a görögben ión-aiol hatásra a héta mássalhangzóból az éta (η, Η) magánhangzó lett. Az éta rögzülése után már nem volt a karakterkészletben olyan betű, amelyet a h hang jelölésére használhattak volna.
A hehezet diakritikus jelének két fajtája van: ᾽ (gyenge hehezet, spiritus levis), és a ῾ (erős hehezet, spiritus asper). A gyenge hehezet azt jelenti, hogy nincs hehezet (pl. Ἀθῆναι - Athénai), az erős pedig azt, hogy van (pl. Ἑλλάς - Hellasz). Ez a jellegzetesség a korábbi betűírások hagyatéka lehet, ahol a magánhangzókat egyáltalán nem jelölték, de a magánhangzókezdetet igen.
A görög ró (ϱ) /r/ vagy /rʰ/, ha a szó elején áll, akkor erős hehezetes (pl. Ῥώμη - Rhōmē - Rhómé). Két egymás melletti ró esetén vagy általánosan két nem hehezetes róval áll (pl. Πύρρος), vagy az első erős hehezettel, a második pedig gyenge hehezettel ( Πύῥῤος.- Pyrrhos - Pürrhosz). Más esetekben rendesen /r/-nek ejtjük, hehezetes írás nélkül.
A kisbetűkön közvetlen a betű felett áll (ἀ), nagy betű esetén mellette (Ἀ).

#### Speciális diakritikus jelek

Tréma, amit pl. az /á.y.los/ ('anyagtalan') és a /a͜ʊ.lós/ ('fuvola') szó megkülönböztetésére használnak.

Az ógörög nyelvben léteznek olyan speciális diakritikus jelek (ϊ, ῑ, ῐ), amelyek az adott hang rendhagyó módját hivatottak kifejezni. A trémát (betű feletti kettőspontot) olyan esetben használjuk, amikor két magánhangzó diftongus helyzetben áll, de nem ejtjük annak. Az utóbbi kettő - a latinhoz hasonlóan - nyelvkönyvekben és szótárakban használatos annak kifejezésére, hogy a magánhangzó rövid és a hosszú.
Az alulírt ióta (iota subscriptum) olyan iótával képzett diftongusokat fejezett ki, amelynek első hangja hosszú volt (ᾳ = ᾱ + ι, ῃ = η + ι, ῳ = ω + ι). Ennek kiejtése később is fennmaradhatott, amint a τραγῳδία - κομῳδία szavak latin tragoedia-comoedia átírása is mutatja. Ezt nagybetűsen mindig különírták.

#### Hangsúly
|                             |       |
| Éles                        | Tompa |
|                             |       |
| Hajtott (alternatív alakok) |       |

Egyik, ma általánosan elfogadott elmélet szerint az ógörög szóhangsúly proszódikus volt, ellentétben a modern nyelvek dinamikus hangsúlyával. A kettő közötti különbség voltaképpen az, hogy az ilyen nyelvek szavaiban egy vagy több szótagot más hangmagasságban ejt a többinél. A tényleges ógörög tonalitás eszerint csupán abban áll, hogy a hangsúlyos szótagot magasabb hangmagasságban ejtik, ami visszatér az eredeti hangmagasságba: vagy már a hangsúlyos (hajtott), vagy a következő szótagnál (éles).
Ha a hang kiejtésének hosszát is változtatja, akkor az az érdekesség látszik, hogy ezeket a görögök két egymás után ejtett magánhangzóként fogták fel (lásd az ómega-ligatúrát), és az összetett diakritikus jellel egyszerre jelölték, hogy duplán kell ejteni a hangot, és hogy az elején vagy a végén van a hangsúly. A tonális hangsúlyra ad alapot a következő három diakritikus hangsúlyjel létezése: az úgy nevezett éles (acutus vagy oxeia), hajtott (circumflexus vagy periszpómené), és tompa (gravis vagy bareia) hangsúlyok.
A hangsúlyt meghatározó diakritikus jelek első típusa az éles ´ (lat. accentus acutus), amelynek szótagja nagyobb hangmagassággal ejtendő minden szótagnál. Ez azt jelenti, hogy a hang a jelölt szótagon emelkedik fel, ami a következő szótagnál eltompul. Állhatnak mind monomoraikus, mind bimoraikus szótagot képző magánhangzókon. Bimoraikus szótagot képző magánhangzónál az első mora alacsonyabb, és a második mora az erősebb (aá). Ez az ékezet a szó utolsó (végéles, lat. ultima vagy oxütonon; pl. σοφός - szofosz), az utolsótól második (másodéles, paenultima vagy paroxütonon; pl. κόσμος - koszmosz), és az utolsótól a harmadik (harmadéles, lat. antepaenultima vagy proparoxütonon, pl. ἄνθρωπος - anthróposz) szótag magánhangzóján állhat. Jelölése: ά.
A hangsúlyt kifejező ékezetek második típusa a hajtott ῀ (lat. accentus circumflexus). Ez azt jelenti, hogy az adott szótagban nemcsak felemelkedik a hang, hanem mielőtt a következő szótaghoz érnénk, már az adott szótagban a tónus el is tompul. Ilyen csak bimoraikus szótagot képző magánhangzóknál (hosszú magánhangzók vagy diftongusok esetében) lehetséges (áa).
Ez a hangsúly a szó utolsó (véghajtott, lat. ultima vagy gör. periszpómenon; pl. Ἑρμῆς - Hermész) és a szó utolsó előtti szótag (másodhajtott, lat. paenultima vagy properiszpómenon; δοῦλος - dúlosz) magánhangzóján állhat. Jelölése: ᾶ.
Az utolsó hangsúly a tompa ` (lat. accentus gravis). Csak az utolsó szótagon állhat. Ez rendes esetben akkor használatos, ha a szó végéles, és ez nincs pl. egy több szóból álló szókapcsolat vagy mondat végén, vagy nem kerül simulószó elé. Mivel a végéles szótag a legutolsó szótag, ezért nincs egy következő szótag a szóban, ahol a hangemelkedés eltompulna, így nem történik az egész szóban hangemelkedés. Hogy valójában miként ejthették ki az ilyen tompa szót, a nyelvészetben vitás kérdés. Vannak, akik úgy vélik, hogy az ilyen szavak dinamikus hangsúlyúak voltak (tehát a szó hangmagasság nélkül volt hangsúlyos), némelyek úgy gondolják, hogy ezek a szavak hangsúly nélküliek voltak, de vannak olyan vélemények is, amelyek egyenesen hangcsökkenést feltételeznek.
Pl. ἀγαθὸς ἄνθρωπος - agathosz anthróposz (jó ember). Jelölése: ὰ.
Egy másik, a XIX. századi újgörögtudomány elmélete szerint a hangsúlyjelek nem különböző hangmagasságokat fejeztek ki, mivel a politonális diakritikus jeleket általában meghatározott, logikus szabályok szerint használták (ld. következő alfejezetet) és csak az a középkorban vált általánossá, amikor a hangsúly már biztosan dinamikus volt.

##### Hangsúlyszabályok
A szavak hangsúlyhelyének többsége akármilyen lehet, ezért minden szónak külön hangsúlya van. Három hangsúlyhelyzetnek azonban meghatározott szabálya van, szófajtól teljesen függetlenül.
- Harmadéles a szó csak akkor lehet, ha a szó utolsó szótagja monomoraikus. Pl.: ἄνθρωπος (ember), ὑπόστᾱσῐς (megszilárdult alak), λέγουσῐν (mondják).[8]
- Másodhajtott a szó csak akkor lehet, ha a szó utolsó előtti szótagja bimoraikus és a szó utolsó szótagja monomoraikus. Pl. κρῖσμα (kenet), δῆμος (nép), οἶκος  (ház), οὗτος (ez a...), Ἰοῦστος (Iustus), Καῖσαρ (Caesar), Φαῦστος (Faustus).[9]
- Tompa hangsúlya, mint már fentebb említettük, eredetileg egy szónak sincsen, hanem legalább két szóból álló mondatszerkezetben lehetséges a létezése. A tompa hangsúly csak végéles szavaknál jöhet létre. Ha egy végéles szó nem áll egy fő-, vagy mellékmondat végén,[10] és nem áll utána simulószó (ekkor mindig végéles marad), akkor a szótag eltompul.

##### Hangsúlytalan szavak
Vannak az ógörög nyelvben olyan szavak is (összesen tíz), amelyeknek nincsen hangsúlyuk. A legfontosabbak az οὐ, οὐκ, οὐχ tagadószó, és a hímnemű és nőnemű nominativusban levő névelő egyes számú és többes számú alakjai: ὁ, οἱ, ἡ, αἱ, az ἐκ, ἐξ, εἰς (-ból, -ből, -ba, -be jelentésű) elöljárószók. A szavakra nincsen hangsúly szempontjából befolyása.

##### Simulás
A simulás (enklízis) az a folyamat, amikor a szavaknak a hangsúlya az ún. simulószókra (enklitikonokra) megváltozik. A simulószók olyan egy, vagy két szótagú szavak (pl. τι, τις, τε, γε, létige jelenidejű alakjai E/2 kivételével, személyes névmásokból képzett birtokos névmások), amelyek saját hangsúlyukat az előző szavaknak "adjá át" az alábbi  módon:
- A végéles szó nem tompul el.

Pl. λογός + τε = λογός τε.
- A harmadéles szó saját hangsúlyán kívül felvesz még egy végéles hangsúlyt.

Pl. ἄνθρωπος + τε = ἄνθρωπός τε.
- A másodhajtott szó saját hangsúlyán kívül felvesz még egy végéles hangsúlyt.

Pl. δῆμος + τε = δῆμός τε
- Másodéles szó esetén nincs változás.

Pl. κόσμος + τε = κόσμος τε
- Véghajtott szó esetén nincs változás.

Pl. λογοῦ + τε = λογοῦ τε.

### Dialektikus különbségek
A görög szavak, mondatok teljesen pontos kiejtésbeli alakját meghatározni nem lehet, mivel egyrészt egy széles körben elterjedt heterogén nyelvjárásokból álló nyelvről van szó, amely e három dialektusra tömörült: a dór, aiol, ión-attikai.
A dór dialektusok kezdetben Lakoniában, Messzénében, Argoliszban, Magna Graeciában, Korinthoszban, Rhodosz szigetén beszélték, melynek a legfontosabb sajátosságaik:
- A ϝ (digamma) tartósan használatban volt. (pl. ϝάναξ, ϝέργον (vö. német Werk, angol work), νέϝος (vö. latin novus, angol new, német neu), ϝοῖνος (vö. latin vinum, német Wein))
- Az ión-attikai dialektusban használt szavak esetében η helyett ᾱ hang fordul elő. (pl. φᾱ´μᾱ, μᾱ´τηρ ~ φήμη, μήτηρ)
- Cselekvő igenemben, egyes szám harmadik személyben -τι, többes szám első személyben -μεσ, többes szám harmadik személyben -ντι. (pl. δίδωστι (~δίδωσι), φέρομες (~φέρομεν),  φέροντι (~φέρουσι))
- A hangsúly hátrébb tolódik: ἐλάβον (~ἔλαβον), ἀγγέλοι (~ἄγγελοι).

Az aiol dialektusokat Leszbosz szigetén, Thesszália és Boiótia területén beszélték, melynek sajátosságai:
- A hangsúly távol tartja magát az utolsó szótagtól (pl. βασίλευς (~βασιλεύς), θῦμος (~θυμός).
- A pótlónyújtás diftongust eredményez: (- ανσ-, -ενσ-, -ονσ- > -αισ-, -εισ-, -οισ-; pl. χόραις (~χώρᾱς), ἵπποις (~ἵππους))
- A hosszú ióta, amely előtt υ, λ, μ, ρ áll, valamint az -σλ-, -σμ- betűkapcsolatnál a υ, λ, μ, ρ hangok megduplázódnak. (pl. κρίννω (~κρινω), χέλλιοι (~ κῑ´λιοι) ἔμμι (~εἷμι), φτέρρω (~φθείρω))

A ión dialektust Ióniában, Küklaszokon, Euboián beszélték, melynek sajátosságai:
- Az ᾱ helyett ε, ι, π után is η áll. (pl. σοφίη (~σοφία), χόρη (~χῶρα))
- ττ helyett σσ: pl. πρήσσω (~πράττω).

A ϝ és az erős hehezet korán kiveszett, a magánhangzókat nem vonja össze, ha egymás mellett vannak. Az ión nyelv - az attikai dialektussal keverve - volt az egyik mérvadó dialektus a homéroszi műnyelv kialakításában.
Az attikai dialektus az i. e. 5. századtól kezdve mindegyik más nyelvjárást háttérbe szorított. Sajátosságai többek közt:
- Az egymás melletti magánhangzók összevonódnak.
- Az η hang helyébe bizonyos főnevek tövére ᾱ hang kerül (alpha purum).

A dór és aiol nyelvjárások keveredésével, valamint további mesterséges változtatásokkal jött létre az epikus dialektus.

## Nyelvtan
Az ógörög az indoeurópai nyelvekhez hasonlóan hajlító-ragozó típusú, vagyis flektáló nyelv. Ennek a jellegnek megfelelően kiterjedt „névszó- és igeragozási rendszert” találunk; a névszók ötféle, az igék több ragozási csoportba tartozhatnak attól függően, hogy a szótövük milyen hangra végződik.
A görög nyelvben kiterjedt az ablaut (más néven fokváltakozás) jelensége – mely indoeurópai örökség – ez a magánhangzókat érinti. Bár a hangtörténeti fejlődés folytán egyes szavakban a fokok megváltoztak, eredetileg a következő öt fok volt:
- e-fok -τερ
- ē-fok -τηρ
- o-fok -τορ
- ō-fok -τωρ
- nullfok -τρ

Az ógörög szórend, a latinhoz hasonlóan meglehetősen szabad, annyi eltéréssel, hogy az ógörögben még egységes drámai szórend sincsen, viszont alárendelő mellékmondatokat szinte sohase halmoz oly gyakorisággal, mint a latin. Helyette (főleg a klasszikus görög irodalomban) általánosak az igen szabad és a latinnál is gazdagabb mellékmondat-tömörítő szerkezetek. Tulajdonképpen a főmondat mondatrészei bármilyen sorrendben állhatnak. Az érthetőséget viszont megkönnyíti a latinnal szemben a rengeteg töltelékszó, a névelő megléte, a viszonylag logikusan rendezett jelzői keretes szerkezetek, és a mondattani funkciók világos szétválasztása (pl. a latin coniunctivus 5-6 külön jelentést tömörít egymagába, míg az ógörögben csak a felszólítást fejezi ki).

### Névszók

#### Deklináció
Az ógörög a latinhoz hasonlóan deklinációkat használ, ám tőle eltérően csak hármat:
- 1. deklináció (ᾱ-tövű)
  - Tiszta α-tövűek (alpha purum).
  - Nem tiszta α-tövűek (alpha impurum).
  - -η tövűek
  - Hímnemű -ας, -ης végűek.
  - Összevont végűek.
- 2. deklináció (ο-tövű)
  - Hímnemű -ος végűek.
  - Semlegesnemű -ον végűek.
  - Attikai tövűek.
  - Összevont végűek.
- 3. deklináció (mássalhangzós tövű)
  - Néma mássalhangzós tövűek.
    - K-, P- hangú tövűek.
    - T- hangú tövűek.

  - Folyékony mássalhangzós tövűek.
  - Szigma (-ς) végűek.
  - Félhangzós tövűek.
    - υ-tövűek.
    - ι-tövűek.

  - Kettőshangzón végződő tövűek.
    - ευ-, ου-, αυ- tövűek.
    - οj-, ωϝ- tövűek.

Az ógörögben három szám (numerus - arithmosz) (egyes - singularis - henikosz, kettős - dualis - düikosz, többes - pluralis - pléthüntikosz), három nem (genus - genosz) (hímnem - masculinum - arszenikon, nőnem - femininum - thélükon, semlegesnem - neutrum - udeteron) és öt eset (casus - ptószisz) van (alanyeset - nominativus - onomatiké, tárgyeset - accusativus - aitiatiké, birtokos eset - genitivus - geniké, részes eset - dativus - dotiké), több névszónak ezenkívül megszólító esete (vocativus - klétiké) is van. Nagyon ritkán megmaradtak a locativus maradványai is.

#### Első deklinációs főnevek
Az első deklinációs (a-tövű) főnevek túlnyomó részük nőneműek, egy csoportjuk hímnemű. A nőneműek az -η végűek, a tiszta α- és a nem tiszta α-tövűek, és a hímneműek -ᾱς, -ης végződésűek. A tiszta α-tövűek rokonságban vannak az -η végűekkel, mert az archaikus görögben több hosszú α-tövű szó vált -η végűvé (pl. φᾱ´μᾱ > φήμη), szintúgy a nem tisztákkal is, amelyeknek azonos végződéseik vannak egyes szám birtokos és részesesetben. A nem tiszta -α tövűeket onnan lehet megkülönböztetni a tisztától, hogy azoknak (ti. a nem tisztáknak) a szótöve mássalhangzóval végződik (γλῶττᾰ), míg a tisztáknak a szótövei ε, ι, ρ hangokkal végződnek (pl. χώρᾱ). A tiszta tövűek végződéseik rendszerint mindig hosszúak (az -ειᾰ, -οιᾰ kivételével). A nem tiszta tövűek kivétel nélkül mind rövid végződésűek, ugyanis az összeset az archaikus -ja képzőre lehet vissza vezetni (Μόντjα > Μοῦσα).
A hangsúlyt illetően a következő szabályok érvényesek az általános hangsúlyszabályok mellett:
- A hangsúly bármilyen deklinációs alcsoport esetén bármilyen lehet. Tehát a bemutatott főnévcsoportok egyes főnevei nem csupán abban a hangsúlyban lehetnek, mint amelyiket a táblázatnál kiválasztottunk.
- Ha a szó végéles (pl. σχολή), akkor véghajtott lesz az egyes szám birtokos (σχολῆς) és az egyes és többes szám részes eset (σχολῇ, σχολαῖς) is.
- A többes szám alanyeset -αι végződése rövid, monomoraikus, tehát ennek értelmében a tiszta tövűeknél, ha másodéles volt alanyesetben, szabályszerűen másodhajtott lesz (χώρᾱ - χῶραι).
- A többes szám birtokos eset -ων végződése mindig véghajtott, függetlenül az eredeti szó hangsúlyától (γλῶττᾰ - γλωττῶν, χώρᾱ - χωρῶν, φήμη - φημῶν).
- Első deklinációs hímnemű főnevek egyes szám birtokos esete megegyezik a második deklinációséval.
- Ha összevont főnévről van szó, akkor az általános szóösszevonás törvényei érvényesek (-η végűek közül γῆ > γεᾱ´, -α végűek közül Ἀθηνᾶ > Ἀθηνᾰᾱ´, -ας, -ης végűek közül Ἑρμῆς > Ἑρμεᾱ´ς). Annyiban különböznek az egyszerű főnevektől, hogy mindig véghajtottak.

Az alábbi táblázat ezekkel az igékkel mutatja be az első deklinációt: γλῶττα (nyelv), χώρᾱ (föld), φήμη (hír), νεᾱνίᾱς (ifjú). Ezenkívül a legutóbbi csoportba tartozik az -ης végűek, amelyek annyiban különböznek az -ας végűektől, hogy egyes szám tárgy, és részes esetben az -η végűek ragozásával azonos.
| Egyes szám      | Egyes szám | Kettes szám | Többes szám | Egyes szám | Kettes szám | Többes szám | Egyes szám | Kettes szám | Többes szám |
| Alanyeset       | χώρᾱ       | χώρᾱ        | χῶραι       | γλῶττᾰ     | γλώττᾱ      | γλῶτται     | σχολή      | σχολᾱ´      | σχολαί      |
| Tárgyeset       | χώρᾱν      | χώρᾱ        | χώρᾱς       | γλῶττᾰν    | γλώττᾱ      | γλώττᾱς     | σχολήν     | σχολᾱ´      | σχολᾱ´ς     |
| Birtokos eset   | χώρᾱς      | χώραιν      | χωρῶν       | γλώττης    | γλώτταιν    | γλωττῶν     | σχολῆς     | σχολαῖν     | σχολῶν      |
| Részes eset     | χώρᾳ       | χώραιν      | χώραις      | γλώττῃ     | γλώτταιν    | γλώτταις    | σχολῇ      | σχολαῖν     | σχολαῖς     |
| Megszólító eset | χώρᾱ       | χώρᾱ        | χῶραι       | γλῶττᾰ     | γλώττᾱ      | γλῶτται     | σχολή      | σχολᾱ´      | σχολαί      |

| Esetek          | -ας tövűek νεᾱνίᾱς, -ου, ὁ ifjú | -ης tövűek κριτής, -ου, ὁ bíró |             |            |             |             |
| Egyes szám      | Egyes szám                      | Kettes szám                    | Többes szám | Egyes szám | Kettes szám | Többes szám |
| Alanyeset       | νεᾱνίᾱς                         | νεᾱνίᾱ                         | νεᾱνίαι     | κριτής     | κριτᾱ́       | κριταί      |
| Tárgyeset       | νεᾱνίᾱν                         | νεᾱνίᾱ                         | νεᾱνίᾱς     | κριτήν     | κριτᾱ́       | κριτᾱ́ς      |
| Birtokos eset   | νεᾱνίου                         | νεᾱνίαιν                       | νεᾱνιῶν     | κριτοῦ     | κριταῖν     | κριτῶν      |
| Részes eset     | νεᾱνίᾳ                          | νεᾱνίαιν                       | νεᾱνίαις    | κριτῇ      | κριταῖν     | κριταῖς     |
| Megszólító eset | νεᾱνίᾱ                          | νεᾱνίᾱ                         | νεᾱνίαι     | κριτᾱ      | κριταῖν     | κριται      |

| Egyes szám      | Egyes szám       | Többes szám           | Egyes szám | Többes szám | Egyes szám | Többes szám | Egyes szám | Többes szám |
| Alanyeset       | εᾱ/ᾱ/η + η = ῆ   | εᾱ/ᾱ/η + αι = αῖ      | γῆ         | γαῖ         | Ἑρμῆς      | Ἑρμαῖ       | μνᾶ        | μναῖ        |
| Tárgyeset       | εᾱ/ᾱ/η + ην = ῆν | εᾱ/ᾱ/η + ᾱς = (ε)ᾶς   | γῆν        | γέᾱς γᾶς    | Ἑρμῆν      | Ἑρμᾶς       | μνᾶν       | μνᾶς        |
| Birtokos eset   | εᾱ/ᾱ/η + ης = ῆς | εᾱ/ᾱ/η + ων = (ε)ῶν   | γῆς        | γεῶν γῶν    | Ἑρμοῦ      | Ἑρμῶν       | μνᾶς       | μνῶν        |
| Részes eset     | εᾱ/ᾱ/η + ῃ = ῇ   | εᾱ/ᾱ/η + αις = (ε)αῖς | γῇ         | γεαῖς γαῖς  | Ἑρμῇ       | Ἑρμαῖς      | μνᾷ        | μναῖς       |
| Megszólító eset | εᾱ/ᾱ/η + η = ῆ   | εᾱ/ᾱ/η + αι = αῖ      | γῆ         | γαῖ         | Ἑρμᾶ       | Ἑρμαῖ       | μνᾶ        | μναῖ        |

#### Második deklinációs főnevek
A második deklinációs (o-tövű) főnevevek -ος, -ον végződésűek. Az utóbbi kategória összes képviselője semlegesnemű, míg az előbbié túlnyomórészt hímnemű, az alábbi nőnemű főnevek kivételével:
- Αἴγυπτος (Egyiptom), Κόρινθος (Korinthus) , Δῆλος (Délosz),  παρθένος (hajadon, szűz), νῆσος (sziget),  βίβλος (könyv), διάλεκτος (szójárás), ὁδός (út), μέθοδος (módszer),  ἄμπελος (szőlőtő),  τάφρος (árok),  ψῆφος (kavics)

A semlegesnemű főnevekre - ragozási paradigmáktól függetlenül - ugyanúgy vonatkozik az a latinban és az oroszban is érvényes szabály, miszerint
- a semlegesnemű főnevek alanyesete megegyezik a tárgyesettel,
- a semlegesnemű főnevek többes száma -ᾰ morféma.

A második deklinációs főnvekre egységesen az általános elveken túl a következő hangsúlyszabályok érvényesek:
- végéles főnév birtokos és részes esetben véghajtottá válik (νομός ~ νομῷ, νομοῖν, νομοῖς),
- megszólító esetben végéles főnév harmadélessé válik (ἀδελφός ~ ἄδελφε)
- az -ος végződésű főnevek összevont alakjai az -οῦς végződésűek, míg az -ον végződésű főnevek összevont alakjai -οῦν végződésűek.

A klasszikus attikai dialektusban az ión nyelvjárásban eredetileg -ηος, -ᾱος végződésű főnevek hangmértékáttételen (metathesis quantitatis) estek át. Az η és ᾱ ε hanggá rövidült, míg az ο ω hanggá hosszabbodott meg. Az ἤος, νᾱος, Μενέλᾱος, ἵλᾱος, λᾱός  szavak ἔως, νεώς, ἵλεως, Μενέλεως, λεώς alakokká váltak, miközben - a hangsúlyszabályok dacára - megtartották eredeti hangsúlyuk helyét. Ez a változás azonban az utókor köznyelvében nem bizonyult maradandónak, így az attikai nyelvjárás zárványjelenségei közé tartozik. Amint a koiné visszatért az eredeti ión σσ hangkapcsolatra, amely az attikai nyelvjárásban ττ hangkapcsolattá vált (ión πρήσσω > attikai πρᾱ´ττω > koiné πράσσω), úgy az egyébként attikai alapú koinéban a régebbi ión alakok éltek tovább.

#### Névelő ragozása
|             | Masculinum | Masculinum | Masculinum | Femininum | Femininum | Femininum | Neuterum | Neuterum | Neuterum |
| Sing.       | Dual.      | Plur.      | Sing.      | Dual.     | Plur.     | Sing.     | Dual.    | Plur.    |          |
| ----------- | ---------- | ---------- | ---------- | --------- | --------- | --------- | -------- | -------- | -------- |
| Nominativus | ὁ (ho)     | τώ (tó)    | οἱ (hoi)   | ἡ (hé)    | τώ (tó)   | αἱ (hai)  | τό (to)  | τώ (tó)  | τά (ta)  |
| Genitivus   | τοῦ        | τοῖν       | τῶν        | τῆς       | τοῖν      | τῶν       | τοῦ      | τοῖν     | τῶν      |
| Dativus     | τῷ         | τοῖν       | τοῖς       | τῇ        | τοῖν      | ταῖς      | τῷ       | τοῖν     | τοῖς     |
| Accusativus | τόν        | τώ         | τούς       | τήν       | τώ        | τάς       | τό       | τώ       | τά       |
| Vocativus   | ῶ          | ῶ          | ῶ          | ῶ         | ῶ         | ῶ         | ῶ        | ῶ        | ῶ        |